# Axel Gudbrand Blytt

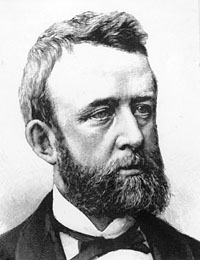
Axel Gubrand Blytt

Axel Gudbrand Blytt (19 de maio de 1843 - 18 de julho de 1898) foi um professor, botânico e geólogo norueguês. Ele foi o autor de vários livros sobre a flora da Noruega. Hoje ele está mais associado ao seu papel no desenvolvimento da teoria Blytt-Sernander das mudanças climáticas.

## Biografia
Blytt nasceu em Kristiania (atual Oslo), Noruega. Ele era filho de Matthias Numsen Blytt (1789–1862) e Ambrosia Henriksen (1822–1900). Seu pai era um notável professor de botânica na Royal Frederick University (hoje Universidade de Oslo). Graduou-se Examen artium pela Royal Frederick University em 1860. Após a morte de seu pai em 1862, ele continuou o trabalho de seu pai com a flora norueguesa. Axel Blytt serviu no Herbário Christiania da Universidade de Oslo desde 1865, primeiro como conservador, depois a partir de 1880 como professor. Em 1869 foi agraciado com a medalha de ouro do Príncipe Herdeiro (Kronprinsens gullmedalje).
Baseado em parte no trabalho de seu pai, ele publicou Norges Flora em dois volumes durante 1874 e 1876. Seu trabalho, Essay on the Immigration of Norwegian Flora (1876) foi lido e influenciado por Charles Darwin. Ele morreu em Oslo durante 1898. Seu trabalho Haandbog i Norges florafoi concluído e publicado postumamente pelo botânico Ove Dahl durante 1906.

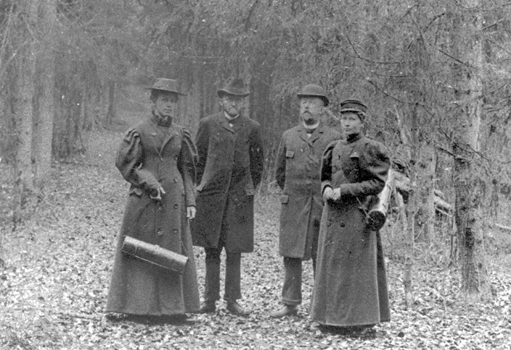
Em Sandvika, 24 de outubro de 1897. A partir da esquerda, Asta Lundell (1875-1915), Ove Dahl (1862-1940), Axel Gudbrand Blytt, Thekla Resvoll (1871-1948)

## Obras selecionadas
- Botanisk Reise i Valders og de tilgrændsende Egne, 1864
- Om Vegetationsforholdene ved Sognefjorden, 1869
- Vore beste spiselige Soparter, 1869
- Christiania Omegns Phanerogamer og Bregner, 1870
- Spiselige Lavarter, 1870
- Norges Flora. Andel og tredie Del, 2 volumes, 1874–76
- Haandbog i Norges flora (concluído e publicado por Ove Dahl), 1906

## Leitura relacionada
- The Probable Cause of the Displacement of Beach-lines: An Attempt to Compute Geological Epochs (1889)